# Terrilactibacillus
Terrilactibacillus es un género de bacterias ácido lácticas de la familia Bacillaceae. Se han aislado de la corteza de árboles de tamarindo y del suelo en Tailandia.

## Especies
Se reconocen las siguientes:
- Terrilactibacillus laevilacticus[4]Prasirtsak et al. 2016 (especie tipo)[5]
- Terrilactibacillus tamarindi[5][6] Kingkaew et al. 2020